# Michael Wilhelm Hillmer
Michael Wilhelm Hillmer (* 22. September 1811 in Stellingen; † 29. Januar 1871 in Hamburg) war ein deutscher Fabrikant.

## Leben
Hillmer betrieb in Hamburg in der Straße „Bei den Mühren“ eine Fabrikation von Essig.
1852 und 1853 war er Armenpfleger. Zudem engagierte sich Hillmer in der St. Katharinenkirche von 1854 bis 1857 als Adjunkt und 1858 bis 1870 als Hundertachtziger.
Hillmer gehörte von 1859 bis 1868 der Hamburgischen Bürgerschaft als Abgeordneter an.